# Gyrtona diffusistriga
Gyrtona diffusistriga là một loài bướm đêm trong họ Noctuidae.